# Philodromus problematicus
Philodromus problematicus este o specie de păianjeni din genul Philodromus, familia Philodromidae, descrisă de Strand, 1906.
Este endemică în Somalia. Conform Catalogue of Life specia Philodromus problematicus nu are subspecii cunoscute.